# Waidmannsheil (Ludwigsstadt)
Waidmannsheil ist eine Wüstung auf dem Gemeindegebiet der Stadt Ludwigsstadt im oberfränkischen Landkreis Kronach in Bayern.

## Geographie
Die Einöde lag auf einer Höhe von 681 m ü. NHN inmitten des Langenbacher Forstes an der Staatsstraße 2209 (=Rennsteig), die nach Steinbach am Wald zur Bundesstraße 85 (2,6 km südwestlich) bzw. nach Kleintettau (4,3 km nordwestlich) verläuft. Eine Gemeindeverbindungsstraße führt nach Ludwigsstadt zur B 85 (4,2 km nordöstlich) bzw. nach Kehlbach zur Kreisstraße KC 19 (2,6 km südwestlich). Von dem Anwesen ist nur noch ein Nebengebäude erhalten.

## Geschichte

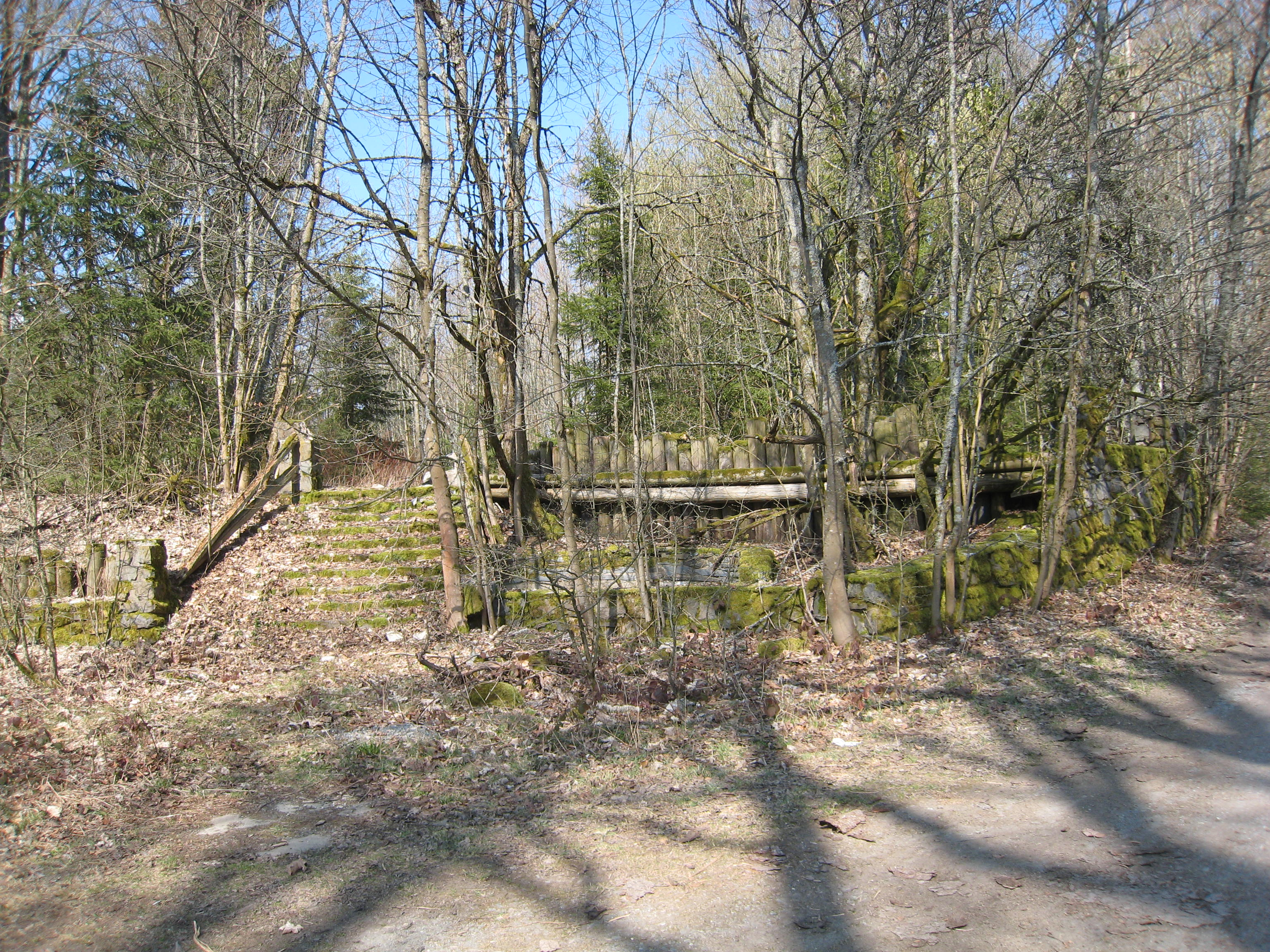
Überreste des abgebrannten Gebäudes

Der Ort hieß ursprünglich Waldhaus. Er wurde vor 1861 auf dem Gemeindegebiet von Ludwigsstadt gegründet. Das Anwesen erhielt die Haus-Nr. 173 von Ludwigsstadt. Es wurde als Forsthaus genutzt, erst später als Gaststätte. In der Nacht vom 28. auf den 29. Februar 1988 brannte das Hauptgebäude infolge einer vorsätzlichen Brandstiftung ab.

### Einwohnerentwicklung
| Jahr      | 001861 | 001871 | 001885 | 001900 | 001925 | 001950 | 001961 | 001970 | 001987 |
| Einwohner | 3      | 6      | 6      | 6      | 5      | 8      | 5      | 0      | 4      |
| Häuser    |        |        | 1      | 1      | 1      | 1      | 1      |        | 1      |
| Quelle    | [ 6 ]  | [ 7 ]  | [ 8 ]  | [ 9 ]  | [ 10 ] | [ 11 ] | [ 12 ] | [ 13 ] | [ 14 ] |

## Religion
Die Einwohner evangelisch-lutherischer Konfession waren nach St. Michael (Ludwigsstadt) gepfarrt.